# Hilberts femtonde problem
Hilberts femtonde problem är ett av Hilberts 23 problem. Det formulerades år 1900 och handlar om att skapa en rigorös grund för Schubertkalkylen.
Problemet är delvis löst.